# Абра из Пуатье
Абра (родилась в 339 или 343 году, умерла ок. 360 года) — святая дева пиктавийская. День памяти — 12 декабря.
Дочь святого Илария, епископа Пиктавии, святая Абра родилась ещё до того, как он стал христианином и епископом. По совету отца св. Абра приняла на себя обет девства и стала монахиней. Во время изгнания её отца из Пуатье она вместе с матерью оставалась в городе. Она скончалась вскоре после его возвращения.